# Juan Muñoz Muñoz
Juan Muñoz Muñoz (Utrera, Sevilla, 12 de novembre de 1995) és un futbolista professional andalús que juga com a davanter pel Zagłębie Lubin.

## Carrera de club
Muñoz es va formar al planter del Sevilla FC. Va debutar com a sènior amb el Sevilla Atlético la temporada 2013–14 a Segona B.
El 15 de febrer de 2014, Muñoz va allargar el seu contracte amb el club, fins a 2016. El 13 de juliol, fou convocat pel tècnic del primer equip, Unai Emery, per fer la pretemporada, i va marcar un gol contra l'Eintracht Braunschweig.
El 3 de desembre de 2014, Muñoz va debutar amb el primer equip en competició oficial, entrant com a suplent per Kevin Gameiro al minut 75 d'una victòria a casa per 5–1 contra el CE Sabadell FC a la Copa del Rei. El 8 de febrer de l'any següent, novament des de la banqueta, va fer el seu debut a La Liga, en una derrota per 1–2 contra el Getafe CF.
Muñoz va signar un nou contracte amb el Sevilla el 4 de gener de 2016, renovant fins al 2019 i essent definitivament ascendit al primer equip. Va marcar el seu primer gol com a professional 24 dies després, contribuint a una victòria a fora per 3–0 contra el CD Mirandès als quarts de final de la Copa del Rei; el seu primer gol en lliga va arribar el darrer dia de la temporada 2015-16, el de l'honor en una derrota per 1–3 contra l'Athletic Club.
El 31 d'agost de 2016, Muñoz fou cedit al Reial Saragossa de segona divisió, per la temporada 2016-17. El següent 24 de gener, va fitxar pel Llevant UE de la mateixa categoria, també cedit.
El 8 d'agost de 2017, Muñoz fou cedit a la UD Almería per la temporada 2017-18. L'1 de juliol de 2018, es va desvincular del Sevilla i va signar contracte per dos anys amb l'AD Alcorcón el 28 de juliol.
Muñoz va fitxar per quatre anys contra el CD Leganés de primera divisió el juny de 2019, però va tornar a l'Almeria, cedit, el 2 de setembre.
Muñoz es va traslladar a l'estranger per primera vegada en la seva carrera l'estiu del 2023, quan va signar un contracte de dos anys amb l'equip polonès Zagłębie Lubin, de l'Ekstraklasa, el 10 de juliol.